# Libro de Jarom

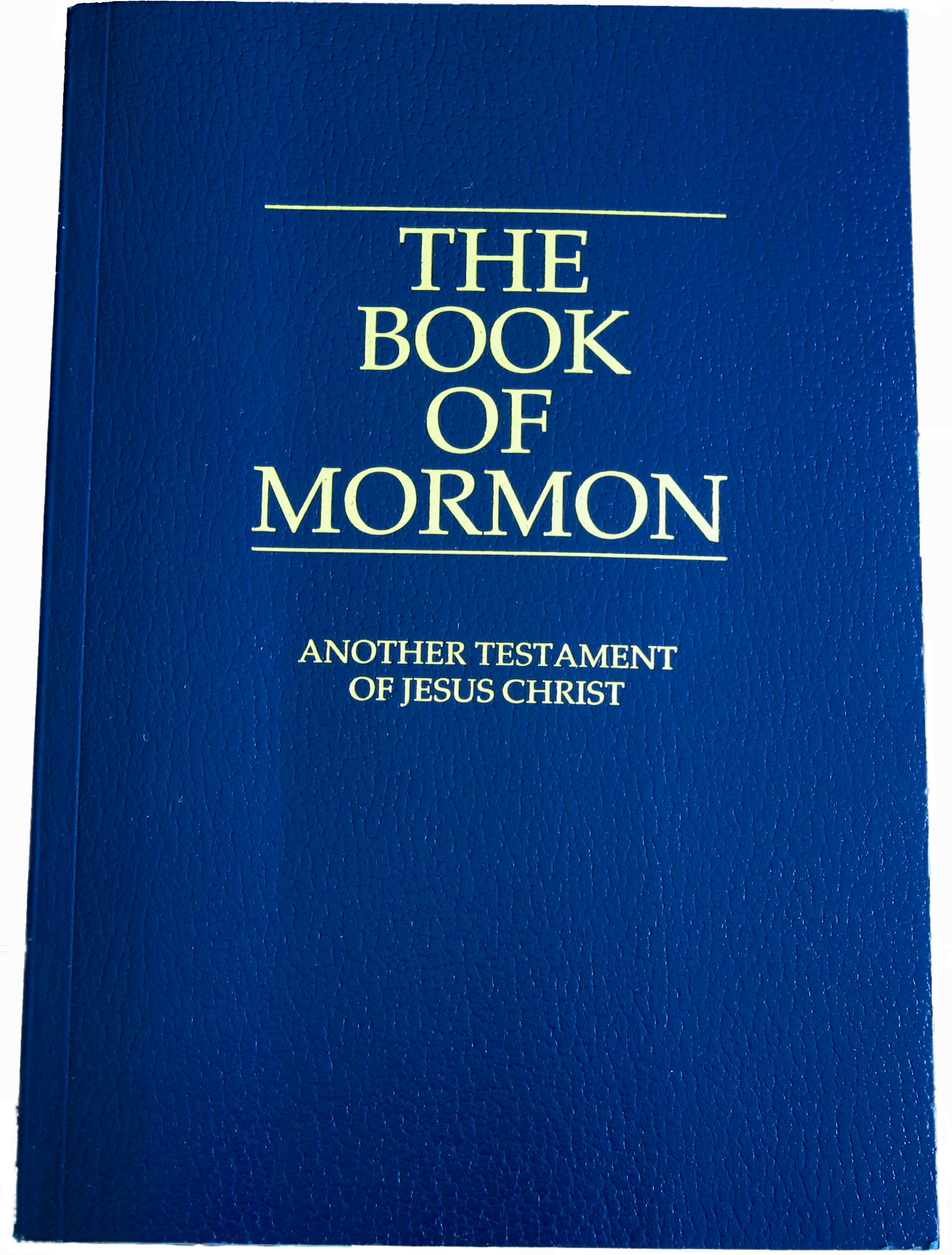
el libro del Mormón, versión en inglés.

El Libro de Jarom (en inglés: Book of Jarom), a veces denominado simplemente Jarom, es el quinto de la colección de textos llamada el Libro de Mormón. Se lo considera escrito por el profeta Jarom, hijo del profeta Enós y descendiente de Lehi, quien debió vivir en algún lugar de América a principios del siglo IV a. C. Originalmente redactado en egipcio reformado, fue traducido al inglés por José Smith, hijo. Según las creencias del movimiento de los Santos de los Últimos Días, todos los textos que forman el Libro de Mormón proceden de ciertas planchas de oro, enterradas en una colina del estado de Nueva York durante el siglo V, y que José Smith (h) declaró haber hallado por revelación divina. Dichas escrituras, también según el testimonio de Smith, son inaccesibles en la actualidad pues se encuentran en poder de un ángel. El Libro de Mormón forma parte de los textos canónicos de los Santos de los Últimos Días, quienes, por lo tanto, lo consideran parte de la revelación divina.
El libro sólo tiene un capítulo y cubre el período entre aproximadamente el 420 a. C. y el 361 a. C. en el país de Nefi, ubicado en algún lugar de América. Se trata de una predicación dirigida a los nefitas para: «llevarlos por el camino de la verdad». Elogia a los gobernantes nefitas y describe la prosperidad de este pueblo en estos términos: «... nos multiplicamos en sumo grado, y nos extendimos sobre la superficie de la tierra, y llegamos a ser sumamente ricos en oro, y en plata y en cosas preciosas, y en finas obras de madera, en edificios, y en mecanismos, y también en hierro y cobre, y en bronce y acero, elaborando todo género de herramientas de varias clases para cultivar la tierra, y armas de guerra, sí, la flecha puntiaguda, y la aljaba, y el dardo, y la jabalina y todo preparativo para la guerra».
Jarom es el libro más corto del Libro de Mormón, a excepción del comentario llamado: Palabras de Mormón, y no contiene narraciones. Después de enumerar de manera genérica algunos eventos imprecisos, sin referencias a personas o lugares, Jarom cierra su testimonio con una indicación cronológica, que parte desde la salida de Lehi desde Jerusalén, y pasa las planchas a su hijo Omni.